# 6 Cassiopeiae
6 Cassiopeiae (6 Cat) és una estrella a la constel·lació de Cassiopea de magnitud aparent +5,43. Massa allunyada per mesurar la seva distància mitjançant paral·laxi, s'estima que es troba a uns 8.100 anys llum del Sistema Solar. És una de les estrelles més lluminoses de la Via Làctia, comparable amb Deneb (α Cygni). És membre de l'associació estel·lar Cas OB5, de la qual formen part també ρ Cassiopeiae i PZ Cassiopeiae.
6 Cassiopeiae és una supergegant blanca de tipus espectral A3Ia la lluminositat és aproximadament 195.000 vegades més gran que la del Sol. El seu radi és 170 vegades més gran que el radi solar; situada al lloc del Sol, englobaria al seu interior l'òrbita de Venus. Gira sobre si mateixa amb una velocitat de rotació projectada de 39 km/s. Des de la seva superfície a 9.330 K, perd matèria a través d'un fort vent estel·lar que arriba als 180 km/s. Com altres estrelles de les seves característiques, 6 Cassiopeiae és una variable Alfa Cygni la variació de lluentor és de 0,11 magnituds. Pel que fa a estel variable, rep la denominació de V566 Cassiopeiae.
La massa de 6 Cassiopeiae s'estima en 25 masses solars i, com correspon a estrelles tan massives, la seva evolució és molt ràpida. La seva edat és de tot just 6,4 milions d'anys i acabarà explotant com una espectacular supernova, formant el nucli romanent 1 estrella de neutrons.
A 1,4 segons d'arc de 6 Cassiopeiae es pot observar un estel de magnitud +8,2 i tipus A2. Si ambdós formen un veritable sistema binari, la separació entre ells seria de almenys 3500 ua.